# Agua de Valencia
Agua de Valencia (in valenciano Aigua de València, trad. "Acqua di Valencia") è un cocktail a base di cava o champagne, succo d'arancia, vodka e gin. Generalmente si serve in una caraffa di varie dimensioni e viene consumato in grandi bicchieri da cocktail. È stato realizzato la prima volta nel 1959 dal pittore galiziano Constante Gil (1926–2009), nel bar Cervecería Madrid di Valencia.
L'Agua de València, addizionata di mescalina, ha un certo "ruolo" nel film Gli amanti passeggeri di Pedro Almodóvar (2013).

## Ingredienti
- 25 cl di succo d'arancia
- 2,5 cl di gin
- 2,5 cl di vodka
- 70 cl di cava o champagne
- Un pizzico di zucchero

Altre ricette prevedono più succo d'arancia, gin e vodka.